# Ulrich van Gobbel
Ulrich van Gobbel (ur. 16 stycznia 1971 w Paramaribo w Surinamie) – holenderski piłkarz grający na pozycji prawego obrońcy.
Van Gobbel urodził się jak wielu czarnoskórych holenderskich piłkarzy w byłej kolonii holenderskiej w Surinamie. Potem jego rodzina wyemigrowała do Holandii i zamieszkała w Bredzie. Rozpoczynał karierę w młodzieżowych zespołach z tej miejscowości, a były to kluby takie jak Havel Breda i NAC Breda. Jednak profesjonalną karierę zaczynał w klubie Willem II Tilburg, w barwach którego zadebiutował w Eredivisie. Debiut miał miejsce 26 listopada 1988 roku w przegranym 1-3 meczu z FC Den Bosch. Jednak szybko, bo już w zimie 1990 roku był zawodnikiem Feyenoordu. W pierwszym sezonie 19-letni van Gobbel rozegrał tylko 2 mecze, dopiero z czasem wchodził do pierwszego składu. Jednak tego twardego i nieustępliwego obrońcę często nękały kontuzje. W zimie 1996 roku trafił roku do tureckiego Galatasaray SK, by już następnej zimy (1997) trafić do Premier League do drużyny Southampton F.C. Jednak w obu zagranicznych zespołach van Gobbel nie pokazał w pełni swojego talentu i zawiódł. A od kolejnej zimy od 1998 roku był już ponownie zawodnikiem Feyenoordu. Sezon 2001–2002 był ostatnim w karierze van Gobbela, który zakończył karierę z powodu ciężkiej kontuzji.
W reprezentacji Holandii van Gobbel zadebiutował 9 czerwca 1993 roku w zremisowanym 0-0 meczu z reprezentacją Norwegii. Kariera reprezentacyjna van Gobbela trwała ponad rok (udało mu się pojechać na MŚ 1994), a zakończyła się również meczem z reprezentacją Norwegii (1-1) 12 października 1994 roku. Ogółem van Gobbel w pomarańczowych barwach zagrał 8 razy.

## Kariera w liczbach
| Sezon   | Klub              | Kraj     | Rozgrywki      | Mecze | Bramki |
| ------- | ----------------- | -------- | -------------- | ----- | ------ |
| 1988/89 | Willem II Tilburg | Holandia | Eredivisie     | 16    | 3      |
| 1989/90 | Willem II Tilburg | Holandia | Eredivisie     | 18    | 0      |
| 1989/90 | Feyenoord         | Holandia | Eredivisie     | 2     | 0      |
| 1990/91 | Feyenoord         | Holandia | Eredivisie     | 19    | 0      |
| 1991/92 | Feyenoord         | Holandia | Eredivisie     | 20    | 1      |
| 1992/93 | Feyenoord         | Holandia | Eredivisie     | 20    | 0      |
| 1993/94 | Feyenoord         | Holandia | Eredivisie     | 22    | 0      |
| 1994/95 | Feyenoord         | Holandia | Eredivisie     | 20    | 0      |
| 1995/96 | Feyenoord         | Holandia | Eredivisie     | 17    | 0      |
| 1995/96 | Galatasaray SK    | Turcja   | Süper Lig      | 16    | 2      |
| 1996/97 | Galatasaray SK    | Turcja   | Süper Lig      | 9     | 0      |
| 1996/97 | Southampton F.C.  | Anglia   | Premier League | 24    | 1      |
| 1997/98 | Southampton F.C.  | Anglia   | Premier League | 2     | 0      |
| 1997/98 | Feyenoord         | Holandia | Eredivisie     | 30    | 2      |
| 1998/99 | Feyenoord         | Holandia | Eredivisie     | 27    | 1      |
| 1999/00 | Feyenoord         | Holandia | Eredivisie     | 22    | 0      |
| 2000/01 | Feyenoord         | Holandia | Eredivisie     | 19    | 0      |
| 2001/02 | Feyenoord         | Holandia | Eredivisie     | 2     | 0      |